# Passage de Choiseul

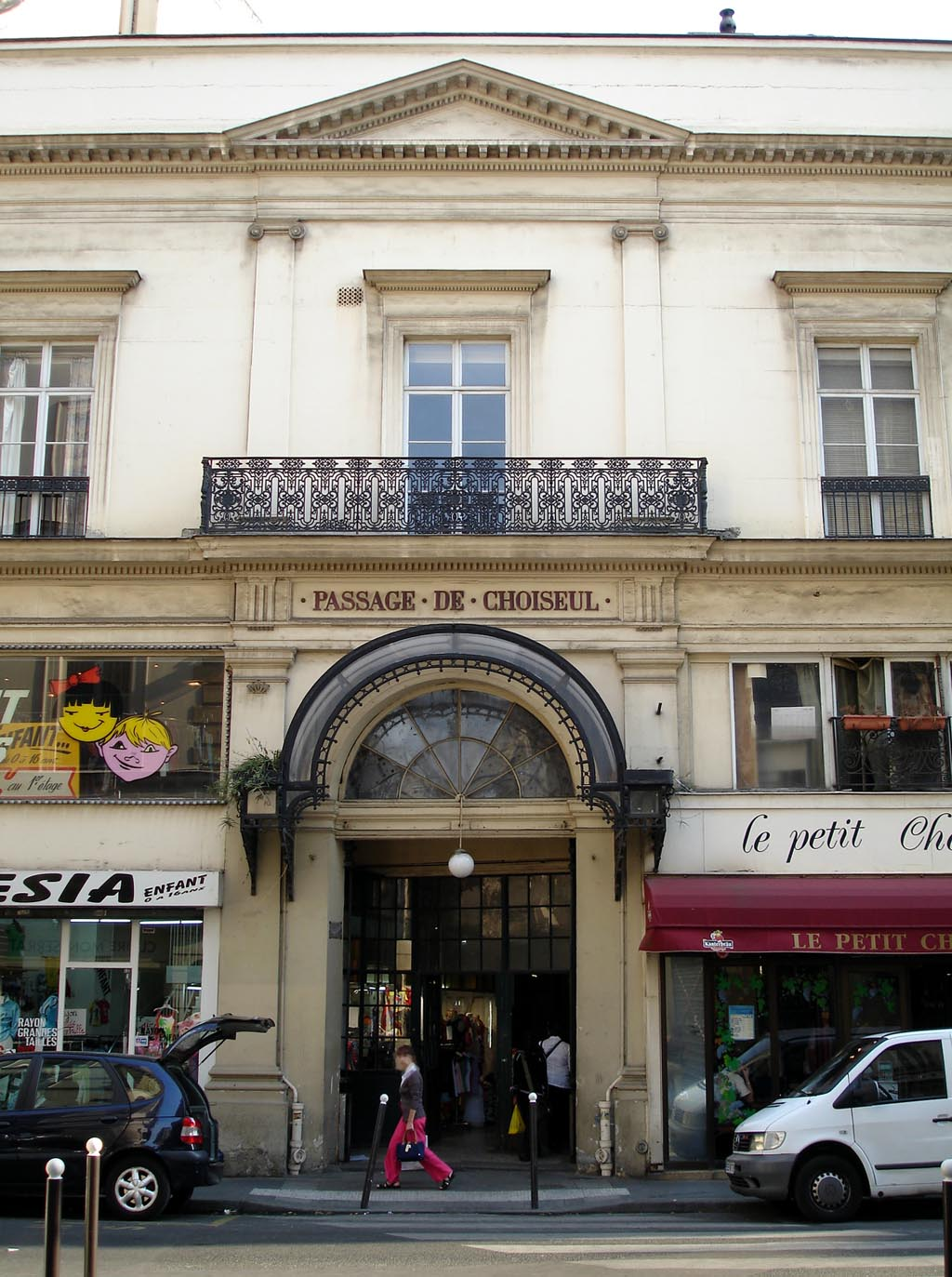
Passage de Choiseul, Eingang von der Rue Saint-Augustin

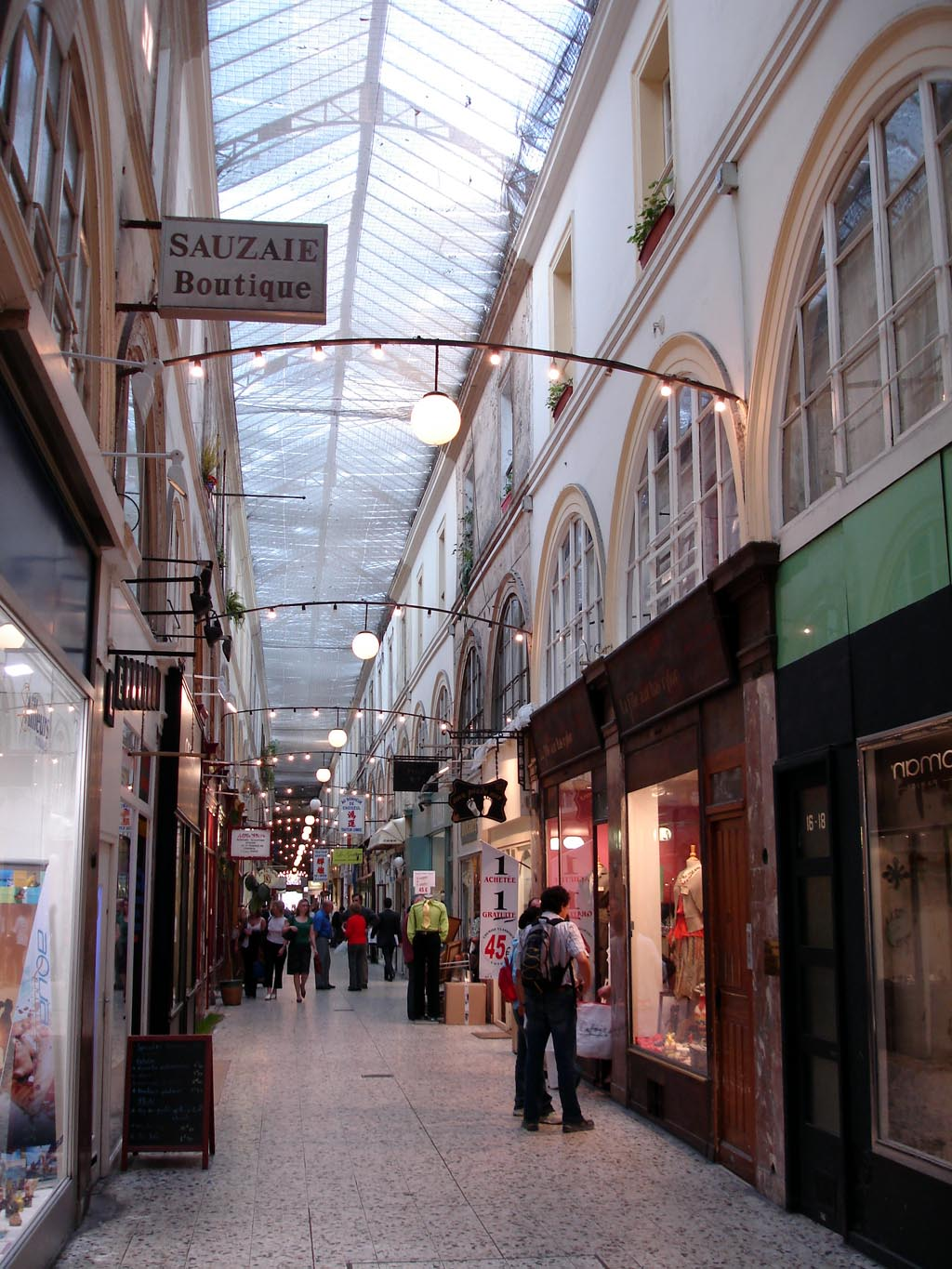
Passage de Choiseul, Innenansicht

Die Passage de Choiseul ist eine überdachte Ladenpassage mit Glasdach aus der ersten Hälfte des 19. Jahrhunderts im 2. Arrondissement in Paris. Die Passage de Choiseul ist ein schützenswertes Denkmal (monument historique).

## Lage
Die Passage de Choiseul befindet sich zwischen 36, rue des Petits-Champs und 23, rue Saint-Augustin, in einem gemischten Wohn- und Geschäftsviertel in der Nähe der alten Nationalbibliothek und der Grands Boulevards. Quatre-Septembre ist die nächste Metrostation der Linie 3.
Weitere Passagen befinden sich in ihrer Nähe: Galerie Vivienne (2. Arrondissement), Passage Bourg-l’Abbé (2. Arrondissement) und Passage du Grand-Cerf (2. Arrondissement).

## Geschichte
Die Passage de Choiseul mit einer Länge von 200 Metern wurde 1827 vom Architekten Antoine Tavernier erbaut, der im Auftrag der Bank Mallet, arbeitete. Diese hatte vier Hôtels particuliers gekauft, die abgerissen wurden. Lediglich der Eingang des Hôtel de Gesvres (1655 vom Architekten Antoine Le Pautre erbaut) wurde als Eingang an der Rue Saint-Augustin in den Bau der Passage integriert. Das benachbarte Théâtre des Bouffes-Parisiens, 1857 erbaut, besitzt einen Notausgang zur Passage. Die Passage zeichnet sich nicht durch ein interessantes Dekor aus.

## Heutiger Zustand
Der Bau der großen Kaufhäuser bei der Pariser Oper und bei der Madeleine verursachte in der zweiten Hälfte des 19. Jahrhunderts den Niedergang der Passagen und ebenso der Passage de Choiseul. Nach einer kurzen Blüte in den 1970er Jahren, als der Modeschöpfer Kenzo in der Passage eine Boutique eröffnete, verwahrloste die Passage mehr und mehr. Eine zukünftige Schließung ist wahrscheinlicher als eine komplette Renovierung, denn die Kundenströme bewegen sich abseits dieser eher versteckten Passage.